# Vic Fontaine
Pour les articles homonymes, voir Fontaine.
Vic Fontaine est un personnage de l'univers de fiction de Star Trek, et plus particulièrement de la série Star Trek : Deep Space Nine, interprété par l'acteur James Darren.

## Biographie
Vic Fontaine est un personnage holographique créé, sur la station Deep Space Nine, par un ami du docteur Julian Bashir, Félix. C'est un crooner, patron d'une boîte de nuit à Las Vegas du début des années 1960. Il a pour modèle des personnages comme Frank Sinatra ou Dean Martin.
Le personnage a été programmé pour répondre de manière intelligente aux Humains avec lesquels il interagit. Contrairement aux autres personnages des holodecks, il est conscient de sa nature holographique. C'est un personnage très évolué qui peut percevoir les réponses émotionnelles des utilisateurs. Il a également un certain contrôle sur son programme (il peut décider lui-même de son activation, comme la fois où pour le bien de Nog, il a refusé de démarrer son programme) et peut même interagir avec les systèmes à proximité comme les communications interne ou les autres holosuites.
Il est le barman confident de Nog, de Odo et d'autres. Nog a même convaincu son oncle Quark de laisser le programme tourner en permanence.

## Forme de vie holographique
Comme Moriarty ou Minuet vus dans Star Trek : La Nouvelle Génération ou d'autres personnages rencontrés dans Star Trek: Voyager Vic pourrait être considéré comme une forme de vie artificielle holographique. 
Pour autant contrairement à Moriarty, la problématique n'a pas été soulevée dans l'épisode.

## Épisodes notables
- 144 (6-20) : Chacun sa manière (His Way) - épisode où l'on rencontre Vic pour la première fois.
- 162 (7-12) : Un camouflage pour l'empereur (The Emperor's New Cloak) - épisode où le Vic de l'univers miroir n'est pas un hologramme.
- 165 (7-15) : Badabim, badaboum (Badda-bing, Badda-bang) - épisode où Vic a des ennuis avec un autre des personnages créés par le fameux Félix.